# Бойтке, Эрнст
Эрнст Бойтке (нем. Ernst Beutke; 3 марта 1903 года, Берлин, Германия — 11 августа 1943 года, Заксенхаузен, Германия) — коммунист, антифашист, участник гражданской войны в Испании, член движения Сопротивления во время Второй мировой войны, член организации «Красная капелла».

## Биография
Эрнст Бойтке родился 3 марта 1903 года в Берлине, в Германии в семье рабочих Рихарда и Анны Бойтке. Кроме него у родителей было ещё три сына: Фриц, Вальтер и Лотте.
Эрнст был одним из основателей Коммунистической партии Германии (KDP). Он и члены его семьи боролись с растущим влиянием нацизма в стране.
В октябре 1936 года Эрнст в составе интернациональных бригад участвовал в гражданской войне в Испании. После поражения республиканцев, он вернулся в Берлин и присоединился к одной из групп движения сопротивления, боровшихся с гестапо и входивших в состав организации под названием «Красная капелла».
Когда в 1942 году начались аресты членов этой организации, Эрнст был задержан и депортирован в концентрационный лагерь Заксенхаузен. Здесь 11 августа 1943 года он и семь членов его семьи были убиты надзирателями в промышленном дворе лагеря.